# 伊戈尔·斯拉马
伊戈尔·斯拉马（捷克語：Igor Sláma，1959年5月8日—），捷克男子自行车运动员。他曾代表捷克斯洛伐克参加1980年夏季奥林匹克运动会自行车比赛，获得男子团体追逐赛铜牌。